# Strange Darling
Strange Darling és una pel·lícula thriller estatunidenca del 2023 escrita i dirigida per JT Mollner i protagonitzada per Willa Fitzgerald, Kyle Gallner, Barbara Hershey i Ed Begley Jr.. Ambientada a la zona rural d'Oregon, la pel·lícula se centra en un home i una dona que tenen una aventura d'una nit que es converteix en un joc d'assassinat del gat i la rata. Està dividit en sis capítols en ordre no lineal, i es presenta com una dramatització del cim de l'assassinat d'un assassí en sèrie durant anys a l'Oest dels Estats Units.
Strange Darling es va rodar a Oregon l'estiu de 2022 en pel·lícula de 35 mm de Giovanni Ribisi, marcant el seu debut com a director de fotografia. Es va estrenar al Fantastic Fest del 2023 a Austin, Texas, i Magenta Light Studios va oferir una estrena limitada als Estats Units el 23 d'agost de 2024. Va rebre elogis de la crítica per la seva direcció, escriptura, seqüències de suspens i girs, i per les actuacions de Fitzgerald i Gallner. Va recaptar 3,8 milions de dòlars a la taquilla amb un pressupost de 4 a 10 milions de dòlars.

## Argument
L'estructura de la pel·lícula és no lineal, però aquest resum argumental està escrit de manera lineal.
Al comtat rural de Hood River, Oregon, una dona ("la dama") coneix un home ("el dimoni") i tots dos van a un motel local per tenir sexe. Abans de llogar una habitació, la Dama explica al Dimoni els riscos que corren les dones en aquest comportament, i li fa respondre si és o no un assassí en sèrie. Després que ell digui que no, la Dama accepta continuar, i demana que ella i el Dimoni participin en un joc de rol hiperrealista sadomasoquista en què ell fingeix ser un assassí, i ella la seva víctima. Després d'hores de joc de rol, la Dama insisteix que els dos consumeixin cocaïna abans de tenir relacions sexuals, a la qual cosa el Dimoni està d'acord. Quan la Dama comença a actuar freda i nega el sexe ael Dimoni, revela que de fet li ha dosificat amb ketamina, la qual cosa el fa severament sedat.
La Dama, de fet una prolífica assassina en sèrie, anomenada pels mitjans de comunicació "la Dama Elèctrica", grava les inicials del seu sobrenom al pit del Dimoni. Mentre rebusca entre les seves pertinences, ella descobreix una insígnia de la policia, que revela que ell és un agent de policia. La Dama es prepara per apunyalar el Dimoni fins a la mort, però mentre recupera les seves facultats, recupera la seva pistola oculta i li dispara l'orella. La Dama fuig del motel en un cotxe robat després d'apunyalar fins a la mort l'oficinista, i el Dimoni la persegueix al seu camió. En un tram rural, dispara contra el vehicle, provocant que s'estavelli i fugi a peu cap al bosc.
La Dama ensopega amb la casa de dos excèntrics hippies preparadors del dia del judici final, Frederick i Genevieve, que la acullen. Mentre Genevieve va a buscar medicaments per a la Dama, Frederick intenta trucar a la policia, però la Dama el mata i obliga a Genevieve a sortir. El Dimoni arriba a la propietat amb el seu rifle. Genevieve aprofita l'oportunitat per fugir al bosc, mentre la Dama es retira a la casa i s'amaga en un congelador. El Dimoni finalment la troba i li dispara al braç, i l’emmanilla al pit abans de trucar al seu company xerif Pete i al seu adjunt, Gale, com a suport. La Dama li diu al Dimoni que sempre havia esperat morir com Gary Gilmore, i confessa amb llàgrimes que, durant la seva trobada sexual anterior, va sentir un moment fugaç de veritable amor per ell. Llavors el ruixa amb una llauna d’esprai d'ós de Genevieve. Es produeix una lluita durant la qual la Dama mossega el coll del Dimoni, esquinçant la seva caròtidE, fent-lo morir sagnat. Quan ell mor, ella li roba la pistola oculta.
En Pete i en Gale arriben a la casa i troben la Dama estirada emmanillada al congelador amb els pantalons abaixats. Afirma que el Dimoni, ple de cocaïna, la va segrestar i la va portar a la masia per violar-la i assassinar-la, sense saber que la casa estava ocupada. Pete és escèptic de l'escena i insisteix que la unitat d'homicidis investigui abans que l’alliberin, però Gale el convenç que la Dama hauria de rebre atenció mèdica immediata. Mentre els oficials escorten la Dama en cotxe cap a la ciutat, Genevieve apareix a la carretera i els senyala, però la Dama li dispara abans que pugui explicar què va passar. Aleshores, la Dama obliga a Gale i Pete a donar-li les seves armes abans d'ordenar a Gale que surti del cotxe. En Pete condueix la Dama més avall per la carretera abans que el faci aturar perquè pugui considerar el seu proper moviment. Quan en Pete li pregunta per què mata, ella li diu que de vegades "no veu humans, només diables" abans de disparar-li al cap.
La dama deambula a peu avall per la carretera, quan una altra dona que condueix un camió la recull. Quan la Dama treu la pistola, la conductora retorna el foc i dispara a la Dama. La conductora truca a la policia des del seu mòbil i li explica que acaba de disparar a una desconeguda en defensa pròpia i que la portarà a l'hospital local. Mentre la conductora continua per la carretera, la Dama mira, dubtant a l'hora de treure una altra pistola que porta, fins que perd el coneixement i mor.

## Repartiment
- Willa Fitzgerald com la Dama
- Kyle Gallner com el Dimoni
- Madisen Beaty com a Gale
- Bianca Santos com a Tanya
- Steven Michael Quezada com a Pete
- Ed Begley Jr. com a Frederick
- Barbara Hershey com a Genevieve
- Denise Grayson com a Libby
- Eugenia Kuzmina com a Beth
- Sheri Foster Blake com a conductora
- Andrew Segal com a Steve
- Jason Patric com a veritable narrador de crims (veu)
- Giovanni Ribisi com a Art Pallone (veu)

## Guió
L'escriptor i director JT Mollner va concebre Strange Darling el 2021 quan la indústria cinematogràfica començava a sorgir de la pandèmia del COVID-19. En sis mesos, havia completat el guió i començat a rodar, convertint-lo en el procés de producció cinematogràfic més ràpid que havia experimentat mai. Mollner va descriure el procés d'escriptura com el més fàcil que havia trobat en la seva carrera. Va explicar que aquest guió "s'ha escrit per si mateix", i va atribuir la seva fluïdesa al llarg temps que havia dedicat a conceptualitzar el projecte abans d'escriure.
Elaborant el concepte, Mollner va declarar: "Em va atreure la imatge d'aquesta noia final corrent pel bosc. I ho vaig seguir veient, i sabia que era un trop, excepte que la manera en què ho veia era vestir-me amb la imatge que vaig veure, que la feia única per a mi, els fregaments i la música i la velocitat de fotogrames, i  la càmera lenta que volia rodar, i la lent. Tenia aquesta imatge molt estilitzada al cap, però volia assegurar-me que, més enllà de l'estil, hi havia alguna història aquí, o un aspecte únic d'un personatge que podríem mostrar que no havíem vist en altres pel·lícules, no sols pel·lícules de terror, sinó pel·lícules sobre persones perseguides o en dificultats."
En acabar el guió, Mollner va rebre tres ofertes diferents de diverses empreses. Primer es van reunir amb Miramax, on Mollner va recordar: "A l'habitació de Miramax, vaig estar uns tres minuts en la meva presentació i Bill Block va dir: 'Ho estem fent. Ja està. No parleu amb ningú més'". Unes tres o quatre setmanes més tard, va començar el procés de càsting.
L'estructura en capítols de la pel·lícula va ser dissenyada per captivar el públic i mantenir la intriga. Mollner creia que aquest enfocament narratiu agradaria no sols a aquells familiaritzats amb el guió, sinó també als nous espectadors, ja que fomenta la curiositat per la història que es desenvolupa: "Les revelacions de l'estructura en capítols t'atrauen immediatament. Suposo que també va atreure un desconegut que agafaria aquest guió i diria: "Vull saber què passa després"
El director no ha confirmat ni desmentit si la pel·lícula es basa en fets reals, dient "potser" que ho sigui. Tanmateix, al final dels crèdits hi ha el text estàndard: "Els personatges i esdeveniments representats en aquest fotoplay són ficticis. Qualsevol semblança amb persones reals, vives o mortes, és pura coincidència".

## Producció
Miramax va anunciar l'inici del rodatge a l'estiu de 2022 a la zona de Portland (Oregon). La pel·lícula va ser produïda per Bill Block, Steve Schneider i Roy Lee, amb la fotografia de Giovanni Ribisi. Ribisi també està acreditat com a productor (ja que va donar el seu propi equip personal a la producció cinematogràfica) i té un cameo. Va utilitzar pel·lícula de 35 mm per al rodatge.
La producció va durar 32 dies i va funcionar amb un pressupost d'entre 4 i 10 milions de dòlars, amb algunes escenes rodades al Mount Hood National Forest.
La producció es va enfrontar a reptes importants, tancant dos dies de rodatge a causa dels comentaris negatius dels executius de la pel·lícula, que van afirmar que "odiem tot el que ens envieu. No ens agrada gens. I no estem segurs de si això funcionarà". Els executius també van demanar que Willa Fitzgerald fos reseleccionada. Mollner va descriure aquesta experiència com a "traumàtica", tement que un tancament permanent posaria en perill les seves perspectives futures com a cineasta. Els productors Lee i Schneider van argumentar que els financers reprenen la producció, subratllant que ja s'havien gastat milions i que "Farem [la pel·lícula] d'aquesta manera o no farem la pel·lícula en absolut". A causa de l'aturada de gairebé una setmana durant el rodatge i les limitacions pressupostàries resultants, es va tallar una peça fixa important del riu.
Després d'acabar el rodatge, les tensions van continuar sobre l'estructura narrativa no lineal de la pel·lícula. Sense el coneixement de Mollner, Miramax va contractar un altre editor per retallar la pel·lícula com una història lineal. Mollner va dir al conseller delegat de Miramax, Bill Block, que retiraria el seu nom de la pel·lícula si s'estrena en seqüència i fins i tot va arribar a eliminar-lo durant el seu propi tall de la projecció de prova. Tiffany Haddish una coneguda de Mollner, va veure un primer tall de la seva versió i també va argumentar que Block acceptava la versió de Mollner.
D'acord amb el seu contracte, a Mollner se li va concedir una prova de selecció del seu tall. Després d'una resposta de gran èxit del públic, Block finalment va concedir a Mollner el tall final i més tard es va disculpar amb Mollner per la difícil producció.

## Llançament
La pel·lícula es va estrenar el 22 de setembre de 2023, al Fantastic Fest celebrat a Austin, Texas. El febrer de 2024, Magenta Light Studios va adquirir els drets de distribució nord-americans de la pel·lícula.
El 14 d'agost de 2024 va tenir lloc una projecció d'accés anticipat a cinemes seleccionats dels Estats Units, seguida d'una sessió exclusiva de preguntes i respostes en directe de l'AMC Lincoln Square 13 Theatre amb l'escriptor i director Mollner, el director de fotografia Ribisi i l'estrella Fitzgerald, moderada per Carla Gugino. La pel·lícula es va estrenar a Austràlia el 22 d'agost de 2024, seguida d'una estrena àmplia als cinemes dels Estats Units en 1.133 pantalles el 23 d'agost de 2024.
Strange Darling es va estrenar en VOD l'1 d'octubre de 2024 a través de STX Entertainment.

## Recepció

### Taquilla
El 18 de gener de 2025 la pel·lícula havia recaptat $4.9 milions arreu del món. Als Estats Units i Canadà, va guanyar 1,1 milions de dòlars en 1.135 sales el seu cap de setmana d'obertura.

### Resposta crítica

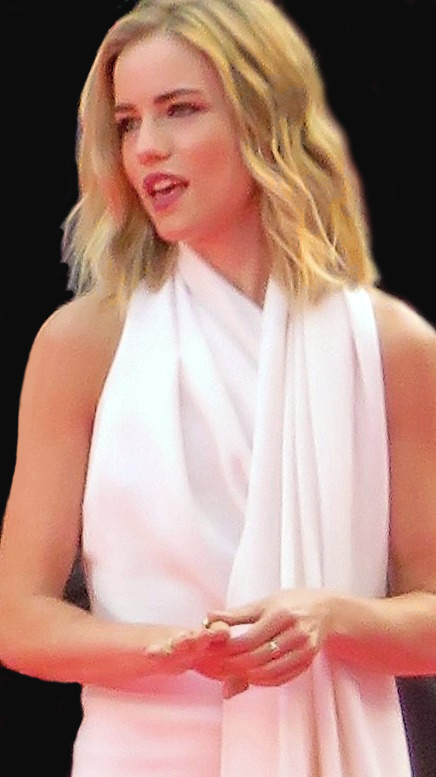
Willa Fitzgerald va rebre elogis per la seva actuació, considerada pels crítics com el seu paper destacat.

Al lloc web de l'agregador de ressenyes Rotten Tomatoes, el 95% de les crítiques de 155 crítiques són positives, amb una valoració mitjana de 8/10. El consens del lloc web diu: "JT Mollner ofereix un viatge elèctric inesperat i emocionant amb dues actuacions destacades de Willa Fitzgerald i Kyle Gallner a Strange Darling. Metacritic, que utilitza una mitjana ponderada, va assignar a la pel·lícula una puntuació de 80 sobre 100, basada en 23 crítics, indicant crítiques "generalment favorables".
Thomas Floyd de The Washington Post va elogiar les actuacions de la pel·lícula i la fotografia de Ribisi. Jeannette Catsoulis de The New York Times va elogiar la pel·lícula de la mateixa manera, escrivint:
| « | Interpretat en sis capítols enginyosos, aquest thriller transforma una simple premissa del gat i la rata, i potser fins i tot una història d'amor tòxica, en una reprovació impertinent als tòpics del gènere i als nostres propis supòsits preprogramats. | » |

Alison Foreman d'IndieWire va atorgar a la pel·lícula una qualificació A, i va concloure:
| « | Elèctrics i inoblidable, Strange Darling fa honor al seu sobrenom esbojarrat. En una temporada de pel·lícules d'estiu que ha estat mitjanes en el millor dels casos, aquesta és una visita obligada: una proesa del cinema tan extraordinària que us preguntareu si mai es podria fer malbé. | » |

El cineasta estatunidenc J. J. Abrams va declarar:
| « | Digues una pel·lícula millor aquest any. És terrorífica, divertida, esfereïdora, sexy i salvatge. Una autèntica obra mestra de thriller cinematogràfic. Vaig perdre el cap per Strange Darling. | » |

### Reconeixents
| Premi                                    | Data de cerimònia      | Categoria                                                         | Nominat(s)             | Resultat  | Ref.   |
| ---------------------------------------- | ---------------------- | ----------------------------------------------------------------- | ---------------------- | --------- | ------ |
| Societat de Crítics de Cinema de Seattle | 16 de desembre de 2024 | Assoliments en la realització de cinema del nord-oest del Pacífic | Strange Darling        | Nominat   | [ 24 ] |
| Premis Saturn                            | 2 de febrer de 2025    | Millor pel·lícula de thriller]]                                   | Strange Darling        | Guanyador | [ 25 ] |
| Premis Saturn                            | 2 de febrer de 2025    | Millor direcció cinematogràfica                                   | JT Mollner             | Nominat   | [ 25 ] |
| Premis Saturn                            | 2 de febrer de 2025    | Millor guió pel·lícula                                            | JT Mollner             | Nominat   | [ 25 ] |
| Premis Saturn                            | 2 de febrer de 2025    | Millor actor de pel·lícula                                        | Kyle Gallner           | Nominat   | [ 25 ] |
| Premis Saturn                            | 2 de febrer de 2025    | Millor actriu en una pel·lícula                                   | Willa Fitzgerald       | Nominat   | [ 25 ] |
| Premis Saturn                            | 2 de febrer de 2025    | Millor actriu secundària en una pel·lícula                        | Barbara Hershey        | Nominat   | [ 25 ] |
| Premis Saturn                            | 2 de febrer de 2025    | Millor muntatge cinematogràfic                                    | Christopher Robin Bell | Nominat   | [ 25 ] |